# 糙毛帚枝鼠李
糙毛帚枝鼠李（学名：Rhamnus virgata var. hirsuta）为鼠李科鼠李属下的一个变种。

## 扩展阅读
- 維基物種上的相關：糙毛帚枝鼠李